# Final da Liga dos Campeões da UEFA de 2008–09
A Final da Liga dos Campeões da UEFA de 2008–09 foi a 54ª edição da decisão da Liga dos Campeões. A final foi disputada no Estádio Olímpico, em Roma, na Itália, no dia 27 de maio de 2009, pela quarta vez, após 1977, 1984 e 1996. O Barcelona venceu o Manchester United por 2–0 e conquistou o seu terceiro título da competição.

## Estatísticas
Dois jogadores do Barcelona perderam a final por suspensão: o lateral-direito Daniel Alves, que tinha tomado seu terceiro cartão amarelo no torneio, e o lateral-esquerdo Éric Abidal, expulso após cometer falta no atacante Nicolas Anelka, ambos na semifinal contra o Chelsea, no dia 6 de maio de 2009. Além deles, o zagueiro Rafa Márquez também perdeu o jogo depois que sofreu uma lesão no joelho no primeiro jogo da semifinal, ficando fora do restante da temporada. O capitão Carles Puyol, no entanto, estava disponível após cumprir a suspensão de um jogo na segunda partida da semifinal.

## Detalhes
| 27 de maio de 2009 | Barcelona             | 2 - 0 | Manchester United | Estádio Olímpico, Roma                   |
| 20:45 (UTC+2)      | Eto'o 10' · Messi 70' |       |                   | Público: 62,467 Árbitro: Massimo Busacca |

| Barcelona | Manchester United |

| BARCELONA:      |    |                   |     |       |
|                 |    |                   |     |       |
| G               | 1  | Víctor Valdés     |     |       |
| LD              | 5  | Carles Puyol      |     |       |
| Z               | 24 | Yaya Touré        |     |       |
| Z               | 3  | Gerard Piqué      | 16' |       |
| LE              | 16 | Sylvinho          |     |       |
| V               | 28 | Sergio Busquets   |     |       |
| M               | 6  | Xavi              |     |       |
| M               | 8  | Andrés Iniesta    |     | 90+2' |
| PD              | 10 | Lionel Messi      |     |       |
| PE              | 14 | Thierry Henry     |     | 72'   |
| A               | 9  | Samuel Eto'o      |     |       |
| Substituições:  |    |                   |     |       |
| GL              | 13 | José Manuel Pinto |     |       |
| Z               | 2  | Martín Cáceres    |     |       |
| Z               | 46 | Marc Muniesa      |     |       |
| V               | 15 | Seydou Keita      |     | 72'   |
| A               | 7  | Eiður Guðjohnsen  |     |       |
| A               | 11 | Bojan Krkić       |     |       |
| A               | 27 | Pedro Rodríguez   |     | 90+2' |
| Técnico:        |    |                   |     |       |
| Josep Guardiola |    |                   |     |       |

| MANCHESTER UNITED: |    |                   |       |     |
|                    |    |                   |       |     |
| G                  | 1  | Edwin van der Sar |       |     |
| LD                 | 22 | John O'Shea       |       |     |
| Z                  | 5  | Rio Ferdinand     |       |     |
| Z                  | 15 | Nemanja Vidić     | 90+3' |     |
| LE                 | 3  | Patrice Evra      |       |     |
| M                  | 16 | Michael Carrick   |       |     |
| M                  | 8  | Anderson          |       | 46' |
| M                  | 11 | Ryan Giggs        |       | 75' |
| PD                 | 13 | Park Ji-Sung      |       | 66' |
| PE                 | 7  | Cristiano Ronaldo | 78'   |     |
| A                  | 10 | Wayne Rooney      |       |     |
| Substituições:     |    |                   |       |     |
| G                  | 29 | Tomasz Kuszczak   |       |     |
| LD                 | 21 | Rafael            |       |     |
| Z                  | 23 | Jonny Evans       |       |     |
| V                  | 18 | Paul Scholes      | 81'   | 75' |
| M                  | 17 | Nani              |       |     |
| A                  | 9  | Dimitar Berbatov  |       | 66' |
| A                  | 32 | Carlos Tévez      |       | 46' |
| Técnico:           |    |                   |       |     |
| Alex Ferguson      |    |                   |       |     |

| Melhor jogador (UEFA): Xavi Melhor jogador (fãs): Messi Árbitros assistentes: Matthias Arnet Francesco Buragina 4º Árbitro: Claudio Circhetta |